# Nicolas Villegagnon
Nicolas Villegagnon, francoski admiral, * 1510, † 1571.